# L'Etapa Reina
L'Etapa Reina és un programa de ràdio en català dedicat al ciclisme de format setmanal que s'emet els dilluns per Radio Molins de Rei. Els seus presentadors actuals són Lluís Arias, Marc Vives, Roger Castillo i Sergi Soler.
El programa es va començar a emetre l'any 2014. A partir de llavors, va anar creixent en seccions i durada. Estava conduït per Miquel Tort, que va morir el 2019, i els integrants del programa van decidir finalitzar el programa amb un darrer homenatge.
El programa va reprendre les seves emissions el març 2021 per un especial sobre la Volta Ciclista a Catalunya i el setembre del mateix any tornà a emetre de forma setmanal. L'any 2023 van esdevenir el pòdcast oficial de la Volta Ciclista a Catalunya i la Volta Ciclista a Catalunya femenina.
El programa d'una hora de durada té com a punt de partida parlar de totes les categories de ciclisme; posant el punt sobretot en dos aspectes: el ciclisme femení i els ciclistes catalans. El programa té diferents seccions fixes com L'emmascarat o L'emmarcat i també fa entrevistes tant a ciclistes com a persones que tenen relació amb l'esport de dues rodes.

## Premis
- 2019 - Premis Ràdio Molins de Rei al millor programa de ràdio.[10]